# Barnabo delle montagne (film)
Barnabo delle montagne è un film del 1994 diretto da Mario Brenta, tratto dall'omonimo romanzo di Dino Buzzati.
Girato in alta quota nelle dolomiti del Cadore e in prossimità delle foci del Po, è stato presentato in concorso al 47º Festival di Cannes.

## Riconoscimenti
- Ciak d'oro
  - 1995 - Migliori costumi a Paola Rossetti[2]
- Primo premio al Festival internazionale film della montagna di Trento
- Miglior regista e premio della critica al Festival de Gramado
- Antigone d'Oro al Cinemed